# La consagración de la primavera
Pour plus de détails, voir Fiche technique et Distribution.
La consagración de la primavera est un film espagnol réalisé par Fernando Franco, sorti en 2022.

## Synopsis
Laura, une jeune femme issue d'un milieu conservateur, déménage à Madrid pour étudier la chimie. Elle y rencontre David, un garçon atteint de paralysie cérébrale et qui vit avec sa mère, Isabel. Laura devient amie avec eux et accepte de rendre des faveurs sexuelles à David contre de l'argent.

## Fiche technique
- Titre : La consagración de la primavera
- Réalisation : Fernando Franco
- Scénario : Bego Arostegui et Fernando Franco
- Musique : Maite Arroitajauregi et Beatriz Vaca
- Photographie : Santiago Racaj
- Montage : Miguel Doblado
- Production : Fernando Franco, Jaime Ortiz de Artiñano, Gonzalo Salazar-Simpson et Koldo Zuazua
- Société de production : Blizzard Films, Canal Sur Radio y Televisión, Cosmopolitan TV, Euskal Irrati Telebista, Ferdydurke, Film Factory Entertainment, Kowalski Films, Lazonafilms, Movistar+ et Radio Televisión Española
- Pays :  Espagne
- Genre : Drame
- Durée : 109 minutes
- Dates de sortie : 
  -  Espagne : 30 septembre 2022

## Distribution
- Telmo Irureta : David
- Valèria Sorolla : Laura
- Emma Suárez : Isabel

## Distinctions
Le film a été nommé pour deux prix Goya e a reçu le prix Goya du meilleur espoir masculin pour Telmo Irureta.